# انی مورفی
انی مورفی (انگلیسی: Annie Murphy؛ زادهٔ ۱۹ دسامبر ۱۹۸۶) هنرپیشه اهل کانادا است. وی از سال ۲۰۰۷ میلادی تاکنون مشغول فعالیت بوده‌است. مورفی با بازی در نقش الکسیس رز در مجموعهٔ تلویزیونی شتز کریک شناخته شد.